# Жиеккум
Жиеккум (каз. Жиекқұм, до 1994 г. — Большевик) — село в Бокейординском районе Западно-Казахстанской области Казахстана. Входит в состав Бисенского сельского округа. Код КАТО — 275433300.
В селе родились Герои Советского Союза Темир Масин и Маметова, Маншук Жиенгалиевна.

## Население
В 1999 году население села составляло 590 человек (295 мужчин и 295 женщин). По данным переписи 2009 года, в селе проживало 547 человек (271 мужчина и 276 женщин).